# Breilly
Breilly est une commune française située dans le département de la Somme en région Hauts-de-France.

## Géographie

### Localisation
Breilly est un village picard de l'Amiénois.
Limitrophe d'Ailly-sur-Somme, la localité est située à 10 km au sud-ouest d'Amienset à 31 km au sud-est d'Abbeville, à vol d'oiseau.
Le territoire de la commune est limitrophe de ceux de trois communes.
Les communes limitrophes sont  Ailly-sur-Somme, La Chaussée-Tirancourt et Picquigny.

### Géologie et relief
La vallée est constituée de tourbe qui était autrefois exploitée pour le chauffage. Le plateau est constitué de calcaire.
Le bourg est situé dans la vallée (12 m d'altitude), alors que la plus grande partie du territoire de la commune s'étend sur le plateau de la rive gauche de la Somme (jusqu'à 101 m d'altitude).

### Hydrographie

#### Réseau hydrographique
La commune est située dans le bassin Artois-Picardie. Elle est drainée par la Somme canalisée, le fossé de Picardie et un autre petit cours d'eau.
Le canal de la Somme, construit entre 1770 et 1827, et mis au gabarit Freycinet en 1880, est long 170 km. Il débute à Saint-Simon où il touche au canal de Saint-Quentin et débouche dans la baie de Somme.

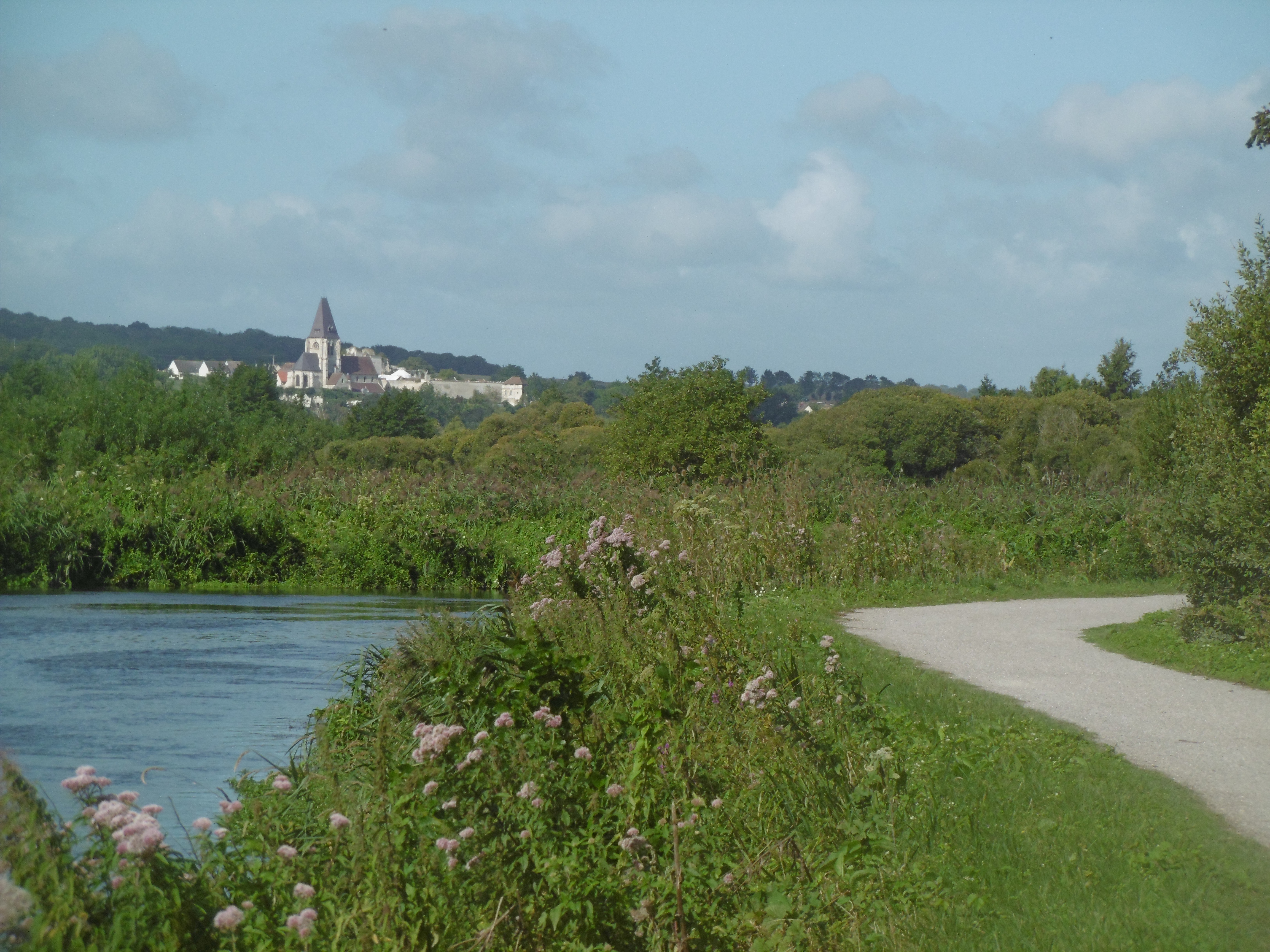
La Somme et le bourg, vus depuis la véloroute.
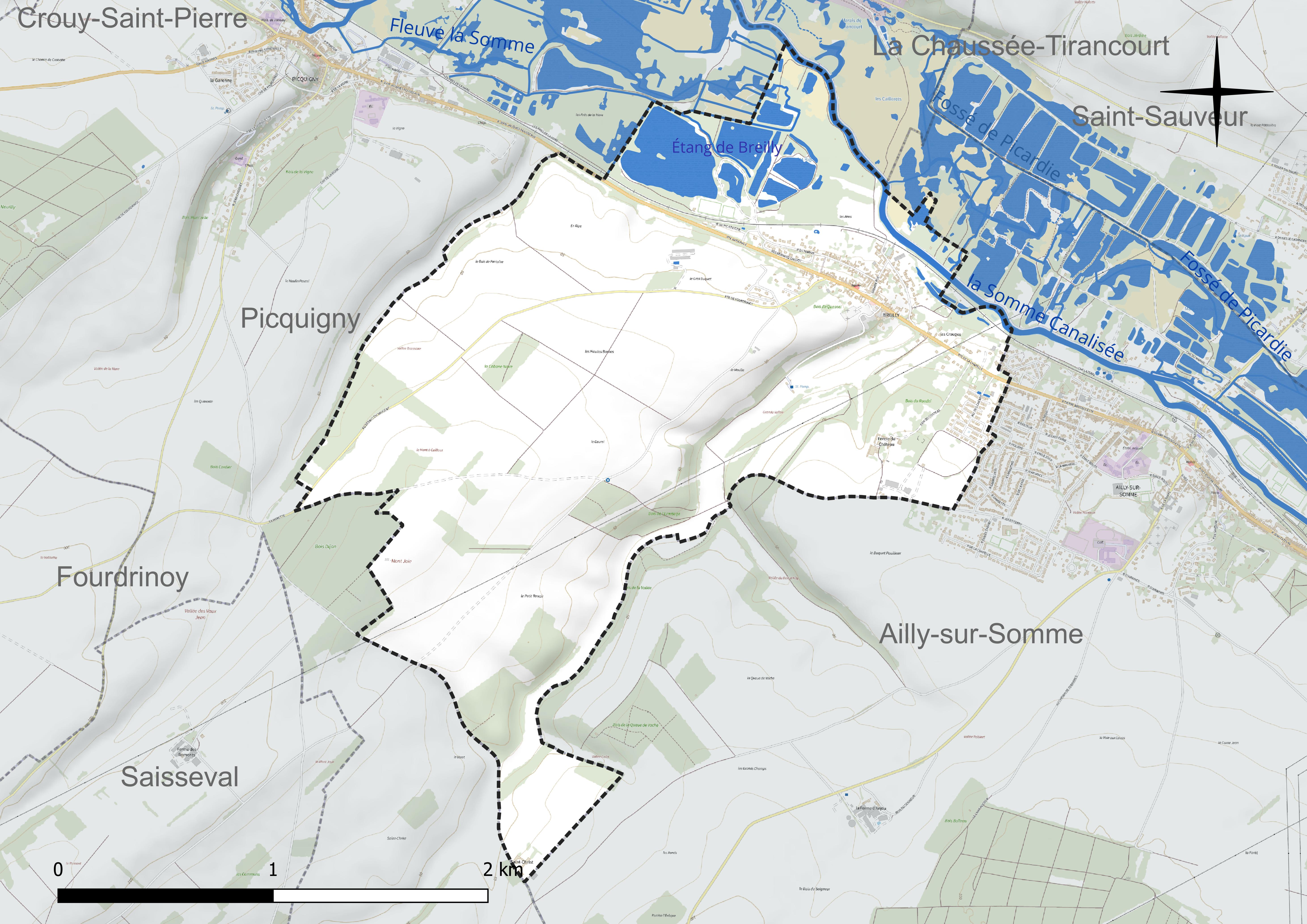
Réseau hydrographique de Breilly.

Un plan d'eau complète le réseau hydrographique : l'étang de Breilly (12,4 ha),.

#### Gestion et qualité des eaux
Le territoire communal est couvert par le schéma d'aménagement et de gestion des eaux (SAGE) « Somme aval et Cours d'eau côtiers ». Ce document de planification concerne un territoire de 1 835 km2 de superficie, délimité par le bassin versant de la Somme canalisée. Le périmètre a été arrêté le 29 avril 2010 et le SAGE proprement dit a été approuvé le 6 août 2019. La structure porteuse de l'élaboration et de la mise en œuvre est le syndicat mixte d'aménagement hydraulique du bassin versant de la Somme (AMEVA).
La qualité des cours d'eau peut être consultée sur un site dédié géré par les agences de l'eau et l'Agence française pour la biodiversité.

### Climat
Pour des articles plus généraux, voir Climat des Hauts-de-France et Climat de la Somme.
En 2010, le climat de la commune est de type climat océanique dégradé des plaines du Centre et du Nord, selon une étude du CNRS s'appuyant sur une série de données couvrant la période 1971-2000. En 2020, Météo-France publie une typologie des climats de la France métropolitaine dans laquelle la commune est exposée à un climat océanique et est dans la région climatique Côtes de la Manche orientale, caractérisée par un faible ensoleillement (1 550 h/an) ; forte humidité de l'air (plus de 20 h/jour avec humidité relative > 80 % en hiver), vents forts fréquents.
Pour la période 1971-2000, la température annuelle moyenne est de 10,5 °C, avec une amplitude thermique annuelle de 13,4 °C. Le cumul annuel moyen de précipitations est de 684 mm, avec 11,5 jours de précipitations en janvier et 8,3 jours en juillet. Pour la période 1991-2020, la température moyenne annuelle observée sur la station météorologique la plus proche, située sur la commune de Glisy à 17 km à vol d'oiseau, est de 11,1 °C et le cumul annuel moyen de précipitations est de 646,6 mm,. Pour l'avenir, les paramètres climatiques de la commune estimés pour 2050 selon différents scénarios d'émission de gaz à effet de serre sont consultables sur un site dédié publié par Météo-France en novembre 2022.

## Urbanisme

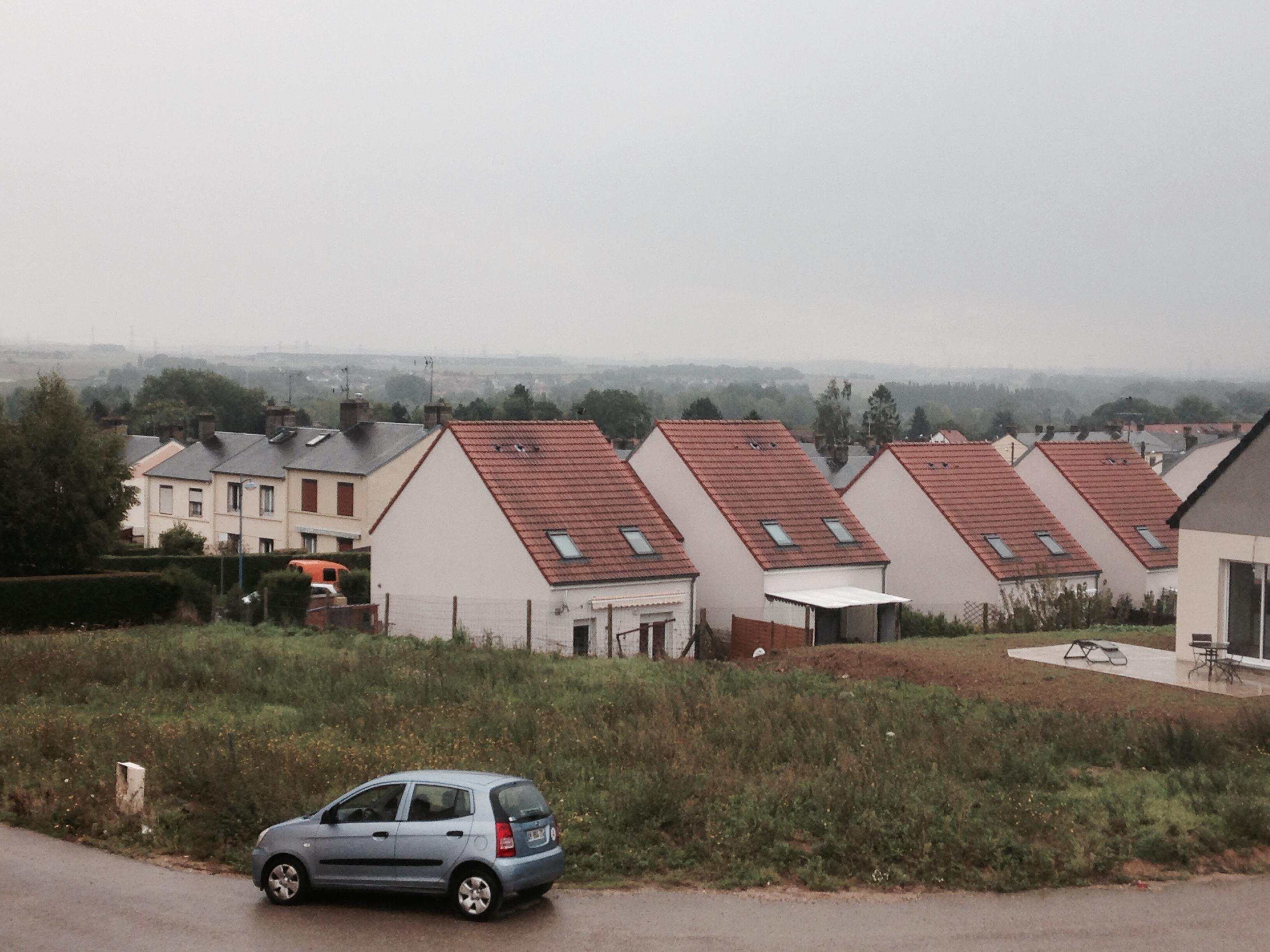
Habitat pavillonnaire à Breilly.

### Typologie
Au 1er janvier 2024, Breilly est catégorisée ceinture urbaine, selon la nouvelle grille communale de densité à sept niveaux définie par l'Insee en 2022.
Elle appartient à l'unité urbaine d'Ailly-sur-Somme, une agglomération intra-départementale regroupant trois  communes, dont elle est une commune de la banlieue,,. Par ailleurs la commune fait partie de l'aire d'attraction d'Amiens, dont elle est une commune de la couronne,. Cette aire, qui regroupe 369 communes, est catégorisée dans les aires de 200 000 à moins de 700 000 habitants,.

### Occupation des sols
L'occupation des sols de la commune, telle qu'elle ressort de la base de données européenne d'occupation biophysique des sols Corine Land Cover (CLC), est marquée par l'importance des territoires agricoles (74,9 % en 2018), en diminution par rapport à 1990 (77,9 %). La répartition détaillée en 2018 est la suivante : 
terres arables (65,3 %), zones agricoles hétérogènes (9,7 %), forêts (8,6 %), zones urbanisées (7,8 %), eaux continentales (5 %), zones humides intérieures (3,6 %). L'évolution de l'occupation des sols de la commune et de ses infrastructures peut être observée sur les différentes représentations cartographiques du territoire : la carte de Cassini (XVIIIe siècle), la carte d'état-major (1820-1866) et les cartes ou photos aériennes de l'IGN pour la période actuelle (1950 à aujourd'hui).

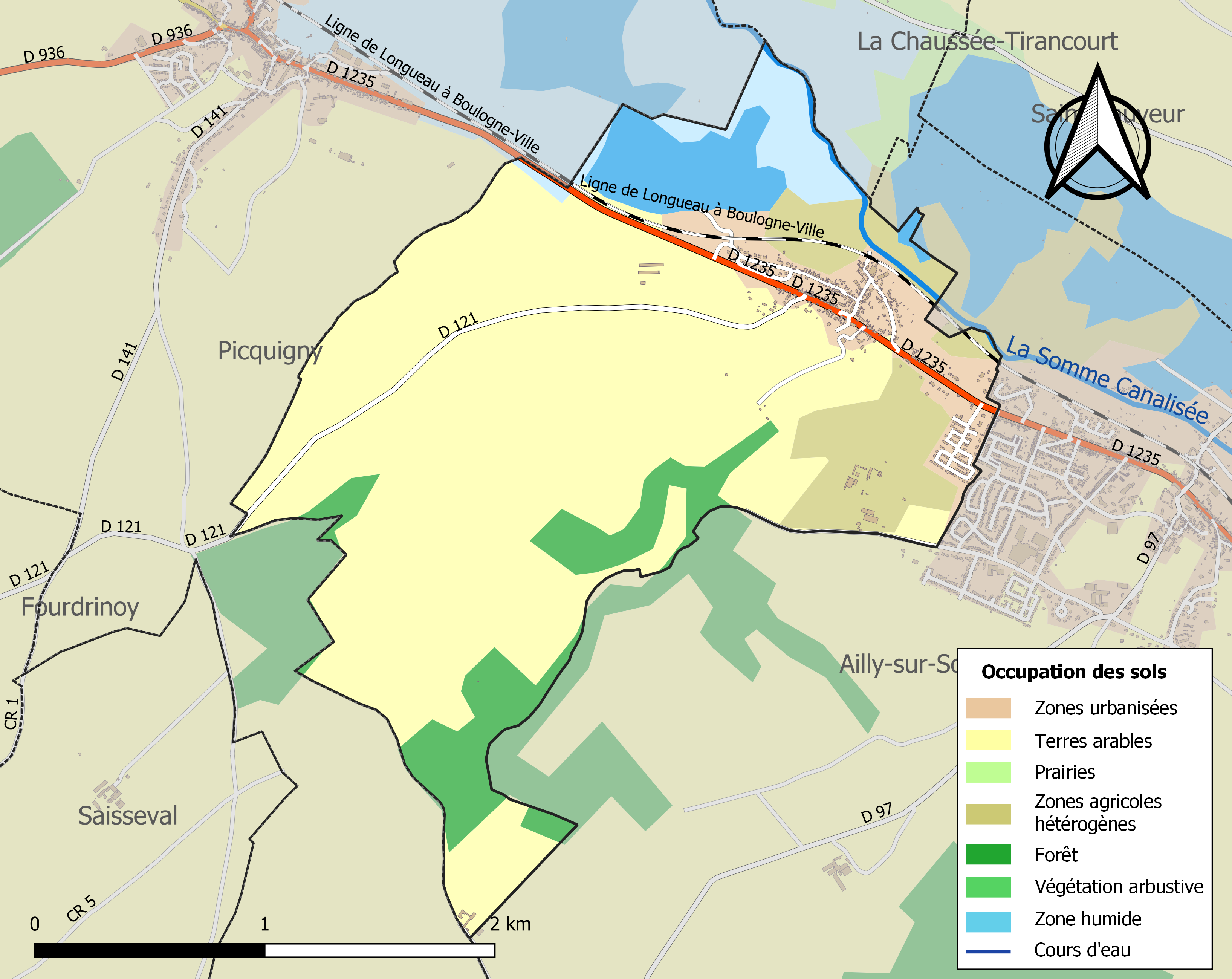
Carte des infrastructures et de l'occupation des sols de la commune en 2018 (CLC).

### Habitat et logement
En 2018, le nombre total de logements dans la commune était de 268, alors qu'il était de 195 en 2013 et de 190 en 2008.
Parmi ces logements, 94,3 % étaient des résidences principales, 0 % des résidences secondaires et 5,7 % des logements vacants. Ces logements étaient pour 99,6 % d'entre eux des maisons individuelles et pour 0 % des appartements.
Le tableau ci-dessous présente la typologie des logements à Breilly en 2018 en comparaison avec celle de la Somme et de la France entière. Une caractéristique marquante du parc de logements est ainsi l'absence de résidences secondaires et logements occasionnels, à comparer au  département (8,3 %) et à la France entière (9,7 %). Concernant le statut d'occupation de ces logements, 93,1 % des habitants de la commune sont propriétaires de leur logement (94,4 % en 2013), contre 60,3 % pour la Somme et 57,5 % pour la France entière.
| Typologie                                               | Breilly | Somme | France entière |
| ------------------------------------------------------- | ------- | ----- | -------------- |
| Résidences principales (en %)                           | 94,3    | 83,3  | 82,1           |
| Résidences secondaires et logements occasionnels (en %) | 0       | 8,3   | 9,7            |
| Logements vacants (en %)                                | 5,7     | 8,4   | 8,2            |

### Voies de communication et transports
Breilly est traversée d'est en ouest par la route départementale RD 1235 (ancienne route nationale 235), reliant Amiens et Abbeville. La route de Fourdrinoy (RD 212) part de Breilly et rejoint Fourdrinoy.
La commune est traversée d'est en ouest par la voie ferrée reliant Amiens à Boulogne, mais le train ne s'y arrête pas... station de chemin de fer la plus proche est  la gare d'Ailly-sur-Somme, à 2 km, desservie par des trains TER Hauts-de-France, qui effectuent des missions entre les gares d'Abbeville et d'Amiens, voire d'Albert.

## Toponymie
Les diverses dénominations connues pour la commune sont : Braili (1120), Braily (1279), Brely (1579), Bresly (1612), Brilly (1638), Bresly (1648), Brailly (1648), Breilly (1692), Brailli (1733).
Voici un extrait d'une coupure de presse du Journal de Picquigny de 1900 :
« Braili en 1120 et Braily en 1301 [...]. Il est constant que la nature du sol sur lequel se fondait un établissement a souvent servi de racine pour la composition de son nom. De même que Bray-sur-Somme et Bray-lès-Mareuil, Breilly se trouve dans la vallée de la Somme. Le nom de Breilly pourrait partiellement exprimer sa situation dans le fond d'une vallée et être synonyme des noms de lieux Bray, Brie, Broye placés comme notre village, dans des bas fonds aquatiques,dans la boue, d'autant plus que le mot celtique Bray qui semble former la racine de Breilly signifie boue, terre humide, marécage. Le document le plus ancien qui fasse mention de Breilly est une charte d'Enguerrand, évêque d'Amiens, de l'an 1120. »

## Histoire
Le Journal de Picquigny du 22 juillet 1900 indique : « L'origine de cette localité doit être de beaucoup antérieure au XIIe siècle. Son nom l'atteste, ainsi que les instruments de silex et de bronze que l'on a trouvés sur son territoire. »
Des traces dans les champs vues par photos aériennes ainsi qu'un caveau gallo-romain trouvé sur le site de Montjoie attestent d'une présence ancienne.
En 1766, un incendie ravagea le village.
Des références à Breilly peuvent être trouvées dans la littérature religieuse, notamment à travers l'histoire des trappistes qui occupaient l'abbaye du Gard entre 1815 et 1845. On y parle de père Dieudonné, un trappiste qui a officié à la paroisse de Brilly quelque temps. On peut y lire des allusions aux habitants au contact de l'abbé, des références à M. Pecquet maire de Breilly, ainsi qu'à la "piété vraie et constante des bons habitants de Breilly",.

## Politique et administration

### Rattachements administratifs et électoraux

#### Rattachements administratifs
La commune se trouve depuis 1926 dans l'arrondissement d'Amiens du département de la Somme.
Elle faisait partie depuis 1793 du canton de Picquigny. Dans le cadre du redécoupage cantonal de 2014 en France, cette circonscription administrative territoriale a disparu, et le canton n'est plus qu'une circonscription électorale.

#### Rattachements électoraux
Pour les élections départementales, la commune fait partie depuis 2014 du canton d'Ailly-sur-Somme
Pour l'élection des députés, elle fait partie de la première circonscription de la Somme.

### Intercommunalité
Breilly était membre de la petite communauté de communes de l'Ouest d'Amiens, un établissement public de coopération intercommunale (EPCI) à fiscalité propre créé en 2001 et auquel la commune avait transféré un certain nombre de ses compétences, dans les conditions déterminées par le code général des collectivités territoriales.
Dans le cadre des dispositions de la loi portant nouvelle organisation territoriale de la République du 7 août 2015, qui prévoit que les établissements publics de coopération intercommunale (EPCI) à fiscalité propre doivent avoir un minimum de 15 000 habitants, cette intercommunalité a fusionné avec sa voisine pour former, le 1er janvier 2017, la communauté de communes Nièvre et Somme, dont est désormais membre la commune.

### Liste des maires
| Période                                  | Période          | Identité                | Étiquette                | Qualité                                                   |
| ---------------------------------------- | ---------------- | ----------------------- | ------------------------ | --------------------------------------------------------- |
| Les données manquantes sont à compléter. |                  |                         |                          |                                                           |
| 1800                                     | 1803             | Jean-Baptiste de Gouy   |                          |                                                           |
| 1803                                     | 1820             | François Pecquet (père) |                          | Agriculteur Mort en fonction                              |
| 1820                                     | 1830             | François Pecquet (fils) |                          | Agriculteur                                               |
| 1830                                     | 1834             | Alexis Bocquet          |                          | Agriculteur                                               |
| 1834                                     | 1853             | Augustin Lescot         |                          | Agriculteur Mort en fonction                              |
| 1853                                     | 1871             | Jean-Baptiste Pecquet   |                          | Agriculteur                                               |
| 14 mai 1871                              | 11 décembre 1890 | Léonce Fougeron         | républicain conservateur | Agriculteur Mort en fonction                              |
| 18 janvier 1891                          | 12 juillet 1897  | Jean-Baptiste Rappe     |                          | Agriculteur Mort en fonction                              |
| 29 août 1897                             | 1925             | Gabriel Pecquet         |                          | Agriculteur                                               |
| 17 mai 1925                              | 1929             | Eugène Finet            |                          | Courtier                                                  |
| 19 mai 1929                              | 1945             | Gabriel Pecquet         |                          | Agriculteur                                               |
| 1945                                     | 1953             | Charles Sailly          |                          | Agriculteur                                               |
| 1953                                     | 1958             | Louis Fourdrinoy        |                          | Agriculteur Mort en fonction                              |
| 1958                                     | 1959             | Vulfran Carton          |                          | Agriculteur                                               |
| 1959                                     | 1971             | Charles Sailly          |                          | Agriculteur                                               |
| mars 1971                                | 1986             | Bernard Galliot         |                          | Expert comptable Mort accidentellement en cours de mandat |
| 1986                                     | mars 1989        | Claudine Galliot        |                          | Veuve de Bernard Galliot                                  |
| mars 1989                                | juin 1995        | Alain Claudepierre      |                          | Dessinateur                                               |
| juin 1995                                | mars 2008        | Danielle Leroy          |                          | France Telecom                                            |
| mars 2008                                | 2022             | Étienne Pecquet         |                          | Retraité de l'armée Démissionnaire                        |
| octobre 2022                             | En cours         | Louis Lagrange          |                          | Agriculteur                                               |

### Anecdotes
- Le maire qui est resté le plus longtemps en place est de loin Gabriel Pecquet, avec 44 années aux affaires.
- Arrivent ensuite Léonce Fougeron et Augustin Lescot avec 19 années.
- La famille  Pecquet a eu des maires pendant 104 années, sur 5 générations.
- Après le décès de Léonce Fougeron, c'est son bras droit (régisseur de son exploitation agricole) qui est élu maire[réf. nécessaire].

## Équipements et services publics

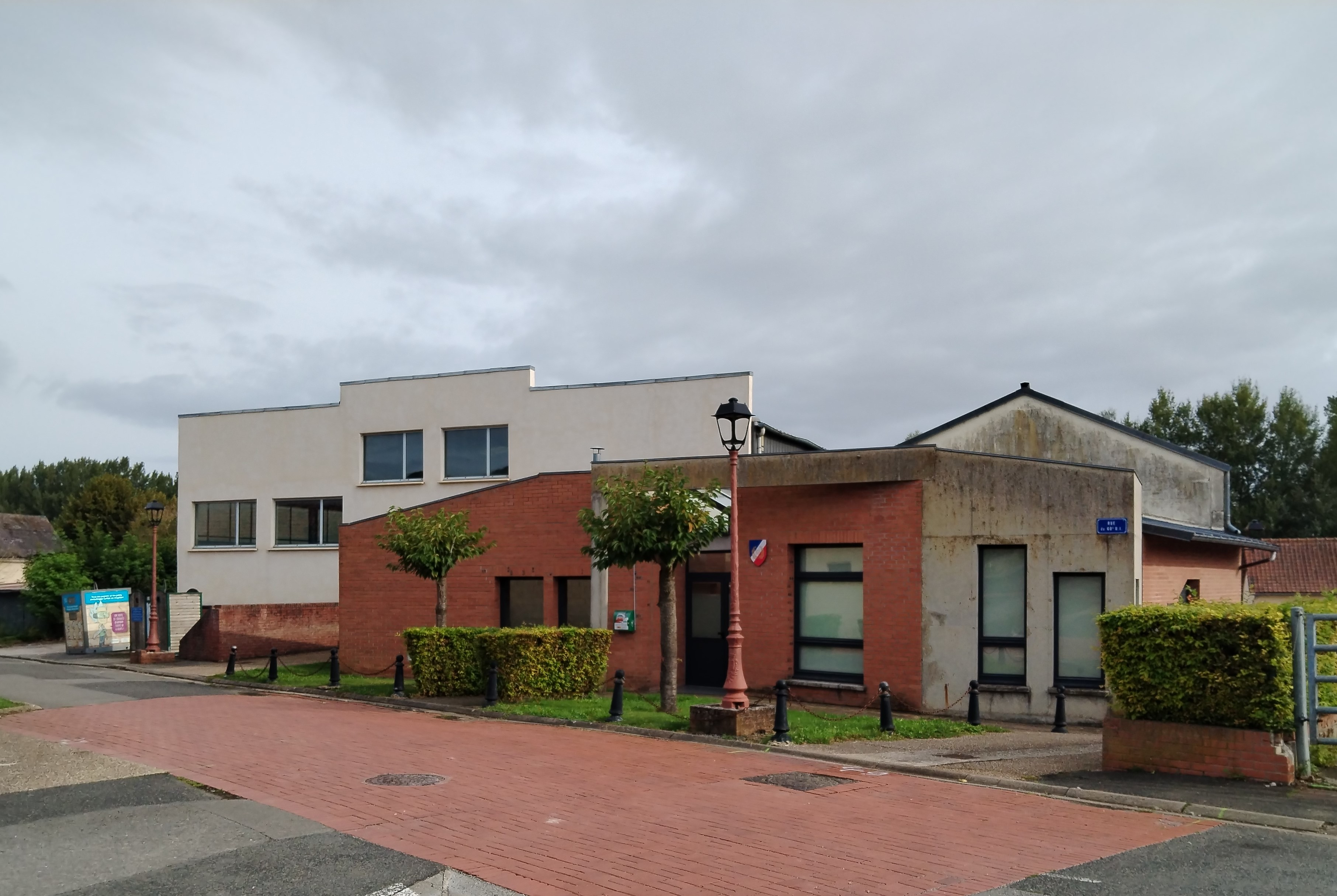
La salle communale.

### Enseignement
Le syndicat scolaire gère les activités de l'école de la Vigne. Il regroupe les communes de Picquigny, Crouy-Saint-Pierre, Breilly et Yzeux. Un service de cantine est à la disposition des élèves. Au cours de l'année scolaire 2020-2021, 198 élèves sont scolarisés au sein de la structure.

## Population et société

### Démographie
L'évolution du nombre d'habitants est connue à travers les recensements de la population effectués dans la commune depuis 1793. Pour les communes de moins de 10 000 habitants, une enquête de recensement portant sur toute la population est réalisée tous les cinq ans, les populations de référence des années intermédiaires étant quant à elles estimées par interpolation ou extrapolation. Pour la commune, le premier recensement exhaustif entrant dans le cadre du nouveau dispositif a été réalisé en 2007.

En 2022, la commune comptait 724 habitants, en évolution de +17,53 % par rapport à 2016 (Somme : −1,26 %, France hors Mayotte : +2,11 %).
| 1793 | 1800 | 1806 | 1821 | 1831 | 1836 | 1841 | 1846 | 1851 |
| ---- | ---- | ---- | ---- | ---- | ---- | ---- | ---- | ---- |
| 320  | 369  | 455  | 449  | 486  | 465  | 472  | 517  | 503  |

| 1856 | 1861 | 1866 | 1872 | 1876 | 1881 | 1886 | 1891 | 1896 |
| ---- | ---- | ---- | ---- | ---- | ---- | ---- | ---- | ---- |
| 518  | 527  | 510  | 490  | 472  | 479  | 469  | 431  | 416  |

| 1901 | 1906 | 1911 | 1921 | 1926 | 1931 | 1936 | 1946 | 1954 |
| ---- | ---- | ---- | ---- | ---- | ---- | ---- | ---- | ---- |
| 431  | 428  | 414  | 377  | 395  | 399  | 376  | 364  | 418  |

| 1962 | 1968 | 1975 | 1982 | 1990 | 1999 | 2006 | 2007 | 2012 |
| ---- | ---- | ---- | ---- | ---- | ---- | ---- | ---- | ---- |
| 389  | 403  | 419  | 434  | 434  | 462  | 471  | 472  | 459  |

| 2017 | 2022 | - | - | - | - | - | - | - |
| ---- | ---- | - | - | - | - | - | - | - |
| 685  | 724  | - | - | - | - | - | - | - |

On compte 230 âmes en 1698 (Pagès), 62 feux en 1763 (Expilly) et 329 habitants en 1783 (P. Daire)..

## Culture locale et patrimoine

### Lieux et monuments
- L'église Saint-Sulpice, dont une nouvelle cloche est bénie le 7 octobre 1751 en présence de Ferdinand d'Albert, duc de Chaulnes, de la duchesse, née Bonnier de la Mosson, et de René Boistel, lieutenant général de la baronnie de Picquigny[31]. Elle a été reconstruite en 1834. La toiture ainsi que les façades ont été rénovées récemment[32]. 
L'église contient notamment un buste reliquaire de saint Sulpice en bois polychrome du XVIIIe siècle, attribué à Jean-Baptiste Carpentier[33].

- Le cimetière, situé à côté de l'église Saint-Sulpice. Une étude sur les cimetières ruraux dans la Somme au XIXe siècle fait une référence amusante à un arrêté municipal de Breilly datant de 1805, stipulant que « nul ne pourra faire sécher du linge sur la clôture du cimetière »[34].
- Le monument aux morts, situé en face de l'entrée de l'église Saint-Sulpice.
- Monument à la mémoire de la 13e division d'infanterie, une stèle inaugurée le 3 juin 1951 sur la route départementale entre Breilly et Picquigny, face aux étangs de Breilly. 
Le monument rend hommage aux morts de la 13e division d'infanterie, qui a combattu sur le front de la Somme en mai et juin 1940, avec cette dédicace : « À la 13e division qui lutta héroïquement en ces lieux du 26 mai au 6 juin 1940 ».
- Le château de Breilly et la ferme  attenante, qui  datent du milieu du XIXe siècle. Le château de style Louis XIII est en ruine après un incendie le 31 janvier 1882[35].
- Le calvaire, situé au croisement de la route départementale et la route de Fourdrinoy.

Petit patrimoine religieux ou mémoriel
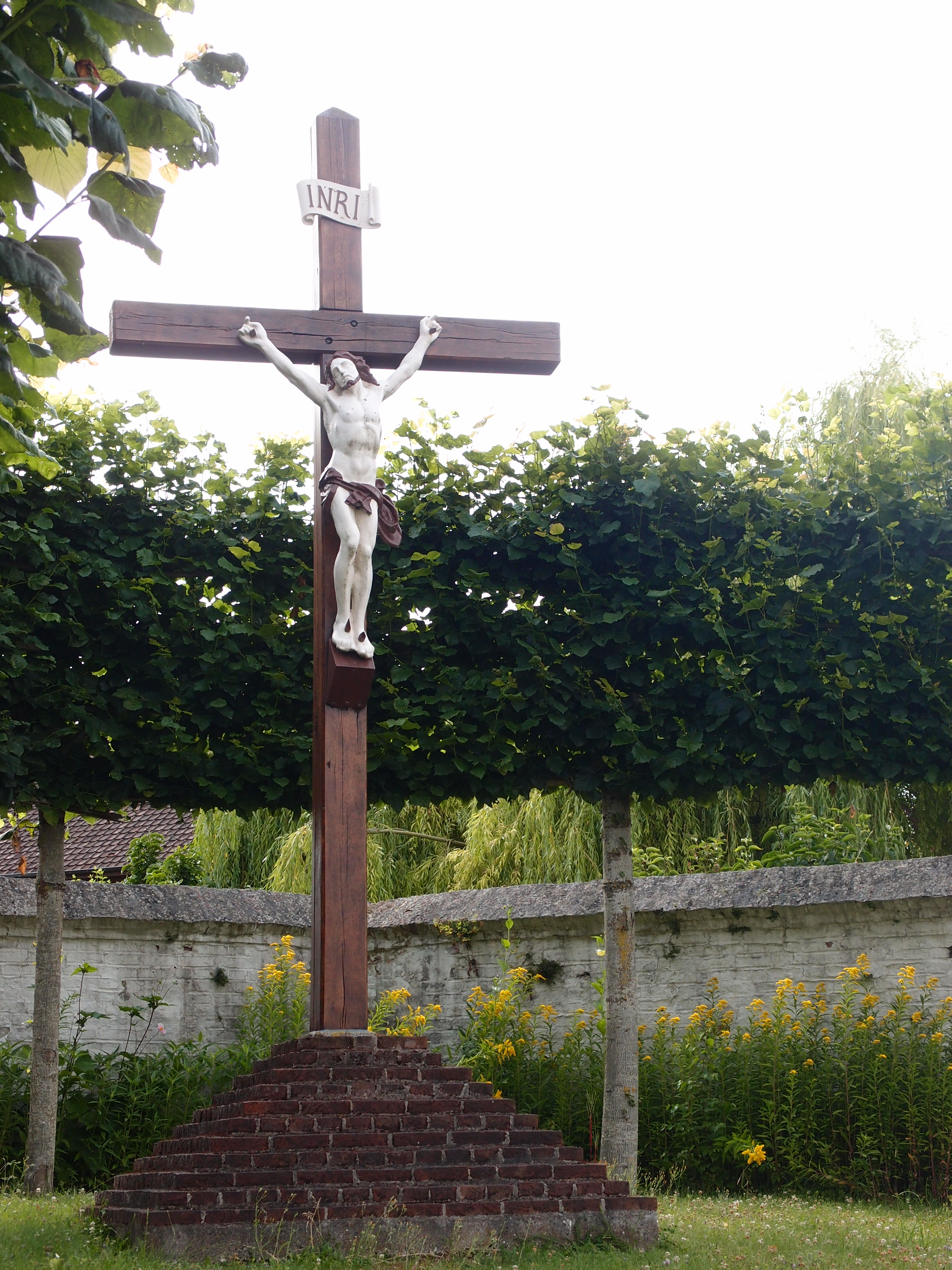
Calvaire à Breilly.
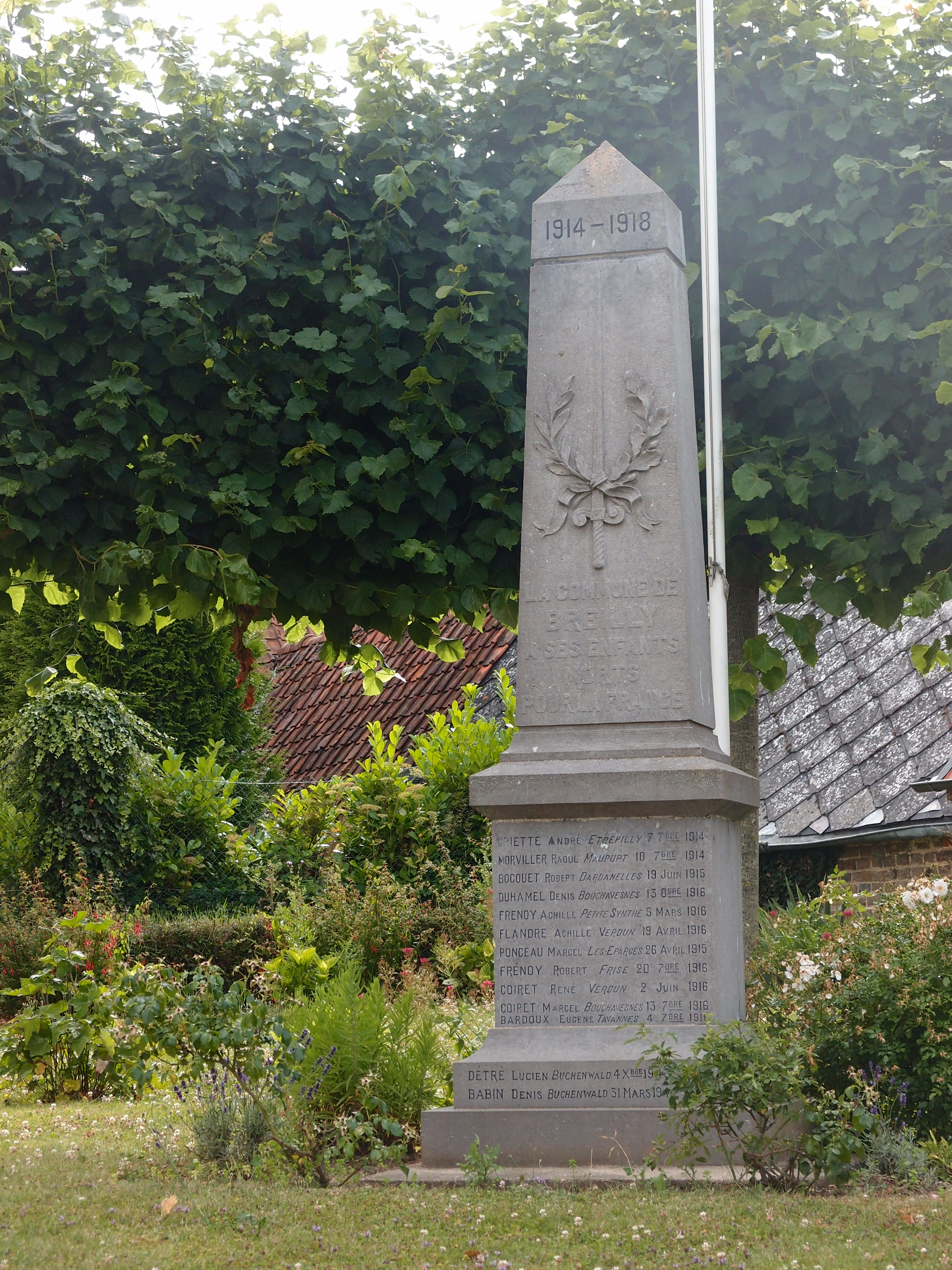
Monument aux morts.
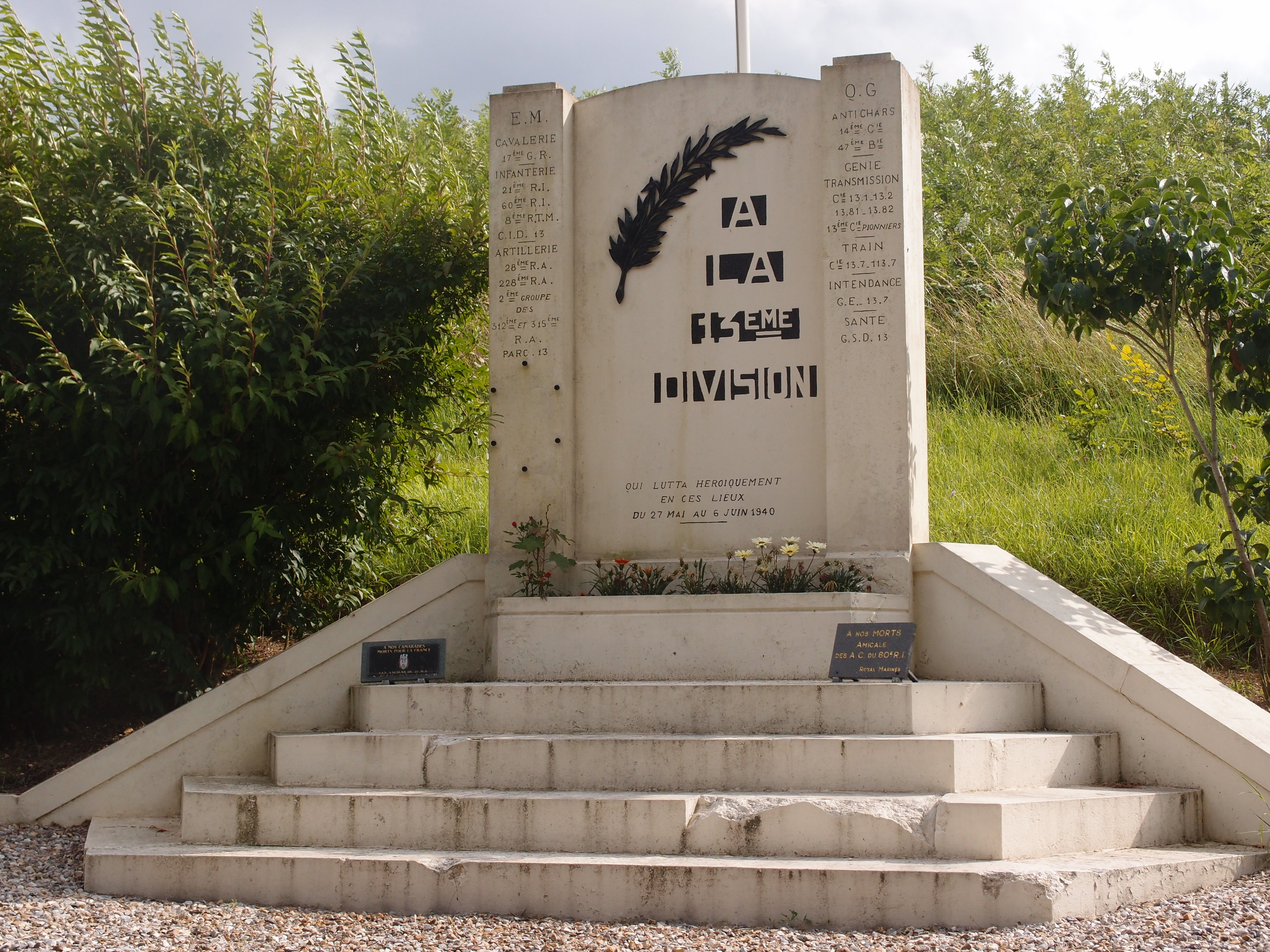
Monument commémoratif - juin 1940.

On peut rappeler des sites aujourd'hui disparus :
- Le moulin de Breilly, situé sur les hauteurs du village. Construit en 1890, il a été détruit en 1948-1949. Des membres de la famille Gaudouin étaient les derniers meuniers de Breilly[36].
- La chapelle Saint-Louis, mentionnée dans un ouvrage de 1855[37] mais son lieu d'implantation a été « oublié ».

### Héraldique
| Blason de Breilly | Blason  | D'azur à la colline d'or mouvant du flanc senestre, au moulin à vent d'argent, maçonné de sable, ouvert essoré et ailé de gueules, brochant à senestre, accompagné d'un canard d'argent couché au milieu de brins d'herbe de sinople. |
| Blason de Breilly | Détails | Montre « les deux visages du village : la vallée de la Somme (eaux, canard) et le coteau (colline, moulin à vent) ». Le statut officiel du blason reste à déterminer.                                                                 |
| Blason de Breilly | Alias   | De gueules à l'écusson d'or. |

## Pour approfondir